# Iniciativa Verde
Die Iniciativa Verde (span. für Grüne Initiative) ist eine argentinische Kleinpartei, die zu den grünen Parteien gehört und Mitglied des Verbands Grüner Parteien Amerikas, dem amerikanischen Unterverband der Global Greens ist.

## Geschichte
Die Partei wurde 2006 von Juan Manuel Velasco, einem ehemaligen Abgeordneten der ARI, gegründet und hat bisher nur einen Provinzverband in der Stadt Buenos Aires (Iniciativa Verde por Buenos Aires). Velasco wurde 2007 vorübergehend Umweltminister im Kabinett der Stadtregierung Buenos Aires unter Jorge Telerman, bis die Nachfolgeregierung von Mauricio Macri Ende 2007 ihr Amt antrat.

## Inhaltliches Profil
Die Partei setzt sich vor allem für die Belange des Umweltschutzes ein. Sie fordert eine Ökosteuer auf fossile Treibstoffe, den Ausstieg Argentiniens aus der Atomenergie und Förderung Erneuerbarer Energien, die vorrangige Förderung des öffentlichen Nahverkehrs vor dem Individualverkehr sowie eine nachhaltige ökosoziale Marktwirtschaft. Das Militär soll vorrangig eingesetzt werden, um die grenznahen Naturschutzgebiete Argentiniens vor der Ausbeutung von außen zu schützen.
Weiterhin nennt sie in ihrem Parteiprogramm den Kampf gegen die Arbeitslosigkeit durch Ausweitung der Arbeitslosenhilfe, ein demokratisches Gesundheitssystem, eine auf Prävention statt Repression setzende Justiz, die Freigabe „weicher Drogen“, Förderung einer dezentralisierten und unabhängigen Kultur- und Medienlandschaft sowie eine Stärkung der Frauenrechte.
Bei den Kongresswahlen 2009 nannte sie in ihrem Wahlkampfprogramm für Buenos Aires sechs Kernthemen: Vermeidung des Klimawandels durch Energieeinsparung, Recycling und Vermeidung von Müll, Sanierung des Riachuelo (eines Flusses, der durch Buenos Aires fließt und stark verschmutzt ist), Verbesserung des öffentlichen Personennahverkehrs, Tourismus und Schutz der städtischen Tierwelt.

## Teilnahme an Wahlen
Die Partei trat bei den Kongresswahlen 2009 nur in der Stadt Buenos Aires an und erreichte dort 0,45 % bei der Abgeordnetenwahl und 0,49 % bei der gleichzeitig stattfindenden Stadtratswahl.